# Škoda 1000 MB

Škoda 1000 MB — легковий автомобіль, що виготовлявся підприємством AZNP Škoda (Automobilové závody, národní podnik Škoda — автомобільний завод народного підприємства «Шкода») у 1964—1969 рр.
Мав доволі прогресивну на свій час конструкцію: незалежну підвіску усіх коліс, економічний 1-літровий двигун (6-7 л/100 км), блок циліндрів якого (вперше у Європі) відливався під тиском, просторий салон тощо. Через невелику вартість автомобіль завоював популярність не тільки на території соцтабору але й у країнах західної Європи, зокрема Великої Британії.

## Історія і опис конструкції

### Розробка
Плани побудувати принципово новий масовий автомобіль «Шкода» розпочала реалізовувати ще на початку 1950-их. Сімейство Škoda 440 (з'явилось у 1955 р.) попри потенціал для вдосконалення позиціонувалось як тимчасова заміна. Обсяг виготовлення «Октавії» становив менше сотні автомобілів у тиждень, що не задовольняло експорт й завдавало втрати для чехословацької економіки (експорт автомобілів мав компенсувати витрати на імпорт сировини, котрою Чехословаччина була обмежена).
Тож новий автомобіль створювався з врахуванням вимог зарубіжних ринків. Для задоволення внутрішнього та зовнішнього попиту об'єм виробництва мав становити не менше 600 авт./день (180—200 тис. рік). Згідно технічного завдання масовий автомобіль мав мати несучий (тримальний) кузов, масу близько 700 кг, витрату палива 6-7 л/100 км.
Перші прототипи з різними 2-дверними кузовами з'явились у 1956 р.: передньопривідний Тип 976, задньомоторний Тип 977, передньомоторний задньопривідний Тип 978 — усі мали двигуни об'ємом 988 см³ із рідинною системою охолодження. Також існував задньомоторний Тип 977/І — з двигуном робочим об'ємом 1035 см³ й повітряною системою охолодження (виявився недостатньо потужним та шумним). Прототип з класичним компонуванням у порівнянні з іншими виявився на 15 % важчим й дорожчим у виробництві (та нагадував попередника). Передньопривідний вимагав шарнірів рівних кутових швидкостей, імпорт чи ліцензійне виготовлення котрих на той час не були прийнятними.

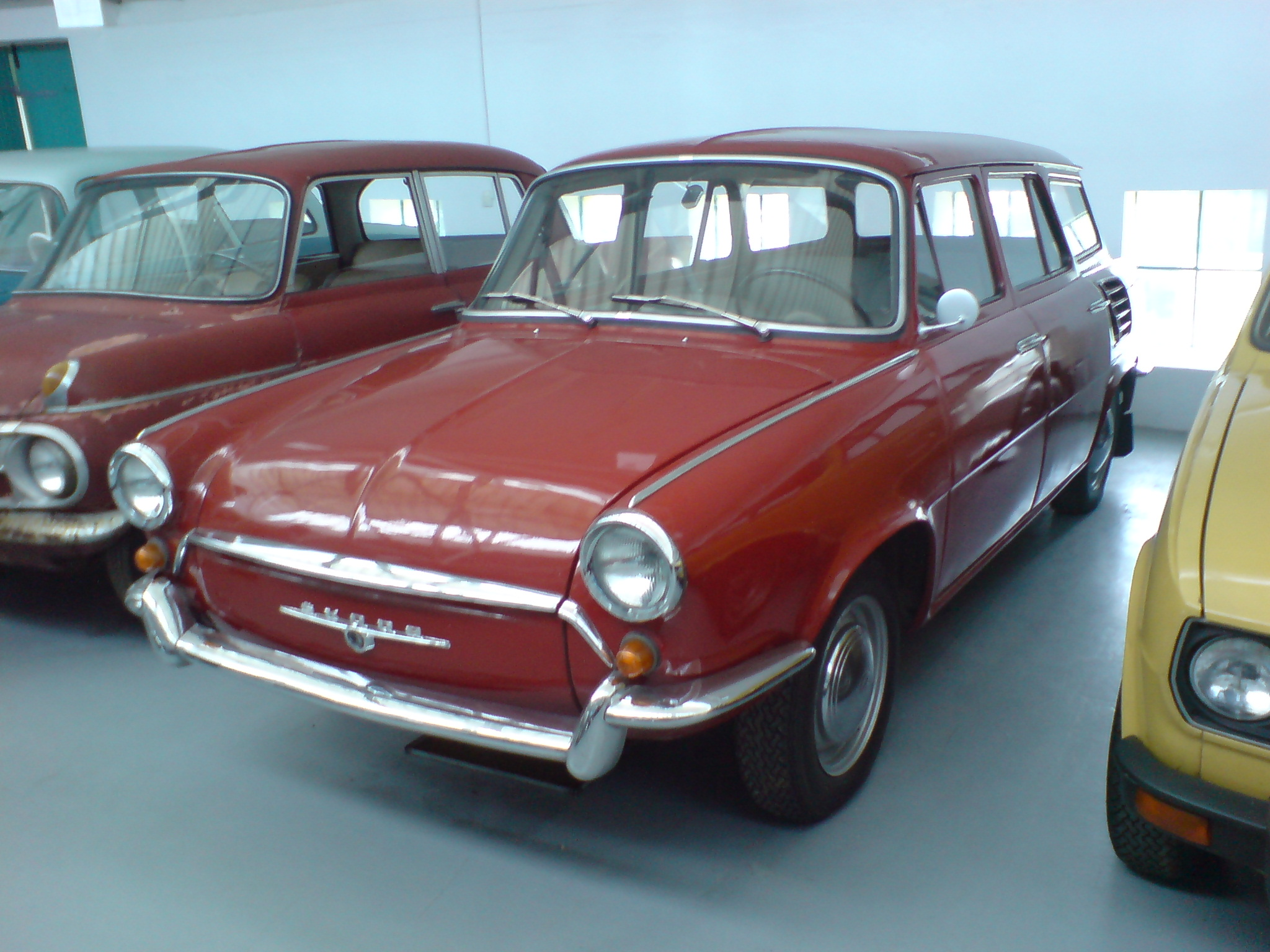
Прототип універсала (серійно не виготовлявся)

Тож було вирішено обрати задньомоторне задньопривідне компонування, що ще залишалось популярним. Приклади — французькі Renault Dauphine, Renault 8 та Simca 1000, німецькі VW Beatle та NSU Prinz, британський Hillman Imp. Крім цього дане компонування було відпрацьоване на чехословацьких автомобілях високого класу (Tatra 77, 87, 97, Tatraplan). Однак на початку 60-их ставало очевидним, що майбутнє належить передньопривідним автомобілям. Також недоліком задньомоторного компонування є труднощі зі створенням універсалів, фургонів та пікапів.
У 1957 р. з'явився перший прототип (Тип 989) з 4-дверним кузовом. Остаточно облік автомобіля сформувався у 1960 р. (єдина зміна у 1962 р. стосувалась фар). Цього ж року з'явились прототипи «тудорів» (2-дверних хардтопів).
У 1962 р. було виготовлено 50 передсерійних автомобілів, що проходили всесторонні випробовування у багатьох країнах соцтабору.
Зокрема поблизу Москви (при температурі близькій -30°С) та по дорогам Азербайджану (температура сягала +45°С).
У цьому ж році з'явився прототип універсала з горизонтально розміщеним двигуном (серійно не виготовлявся).

### Виробництво
Škoda 1000 MB (літери МВ означали місто Млада-Болеслав, цифри робочий об'єм двигуна) була представлена 21 березня 1964 р. Для її виробництва, що розпочалося 2 квітня 1964 р. було побудовано новий завод, що знаходився поблизу корпусів, котрі вели свою історію з часів марки Laurin & Klement. Нове підприємство займало 80 га площі й містило, зокрема, близько 40 цехів, 13 км доріг, 10 км реконструйованих залізничних шляхів та електричну підстанцію. Також було наявне власне плавильне виробництво. До появи Волзького автомобільного заводу AZNP Škoda було найбільшим автовиробником країн соцтабору.

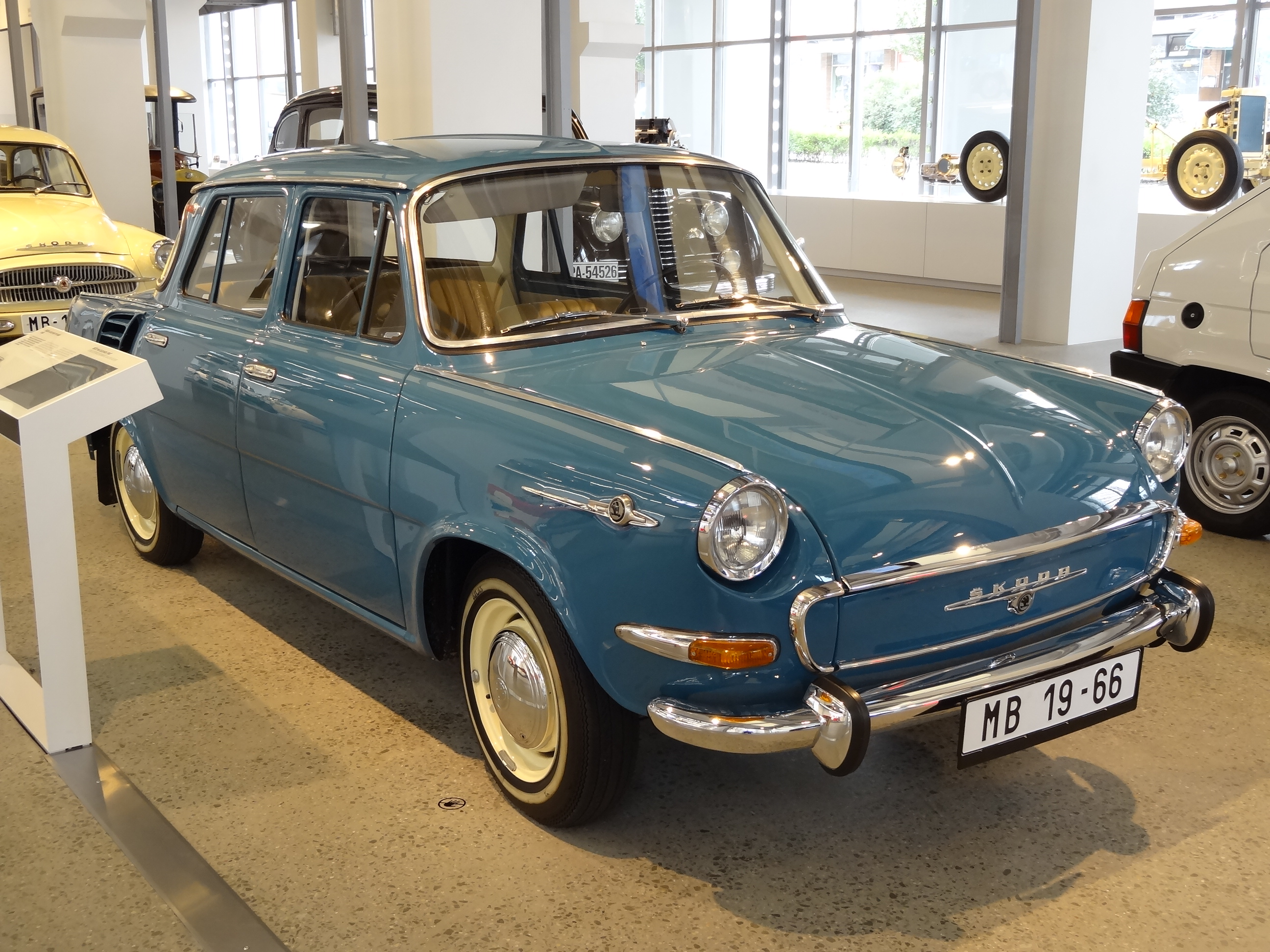
Škoda 1000 MB (Тип 990) 1966 р.
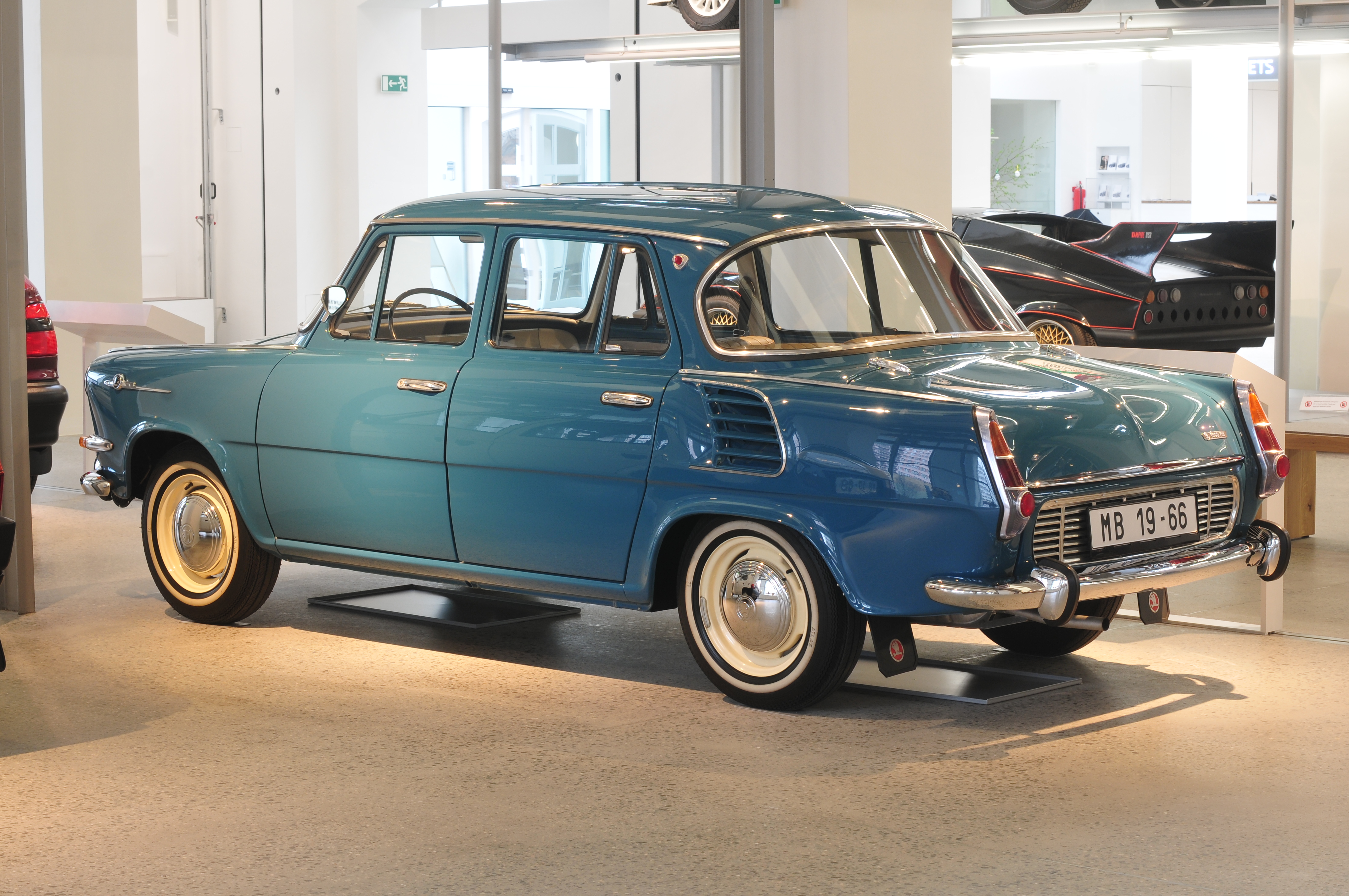
Панорамне заднє скло
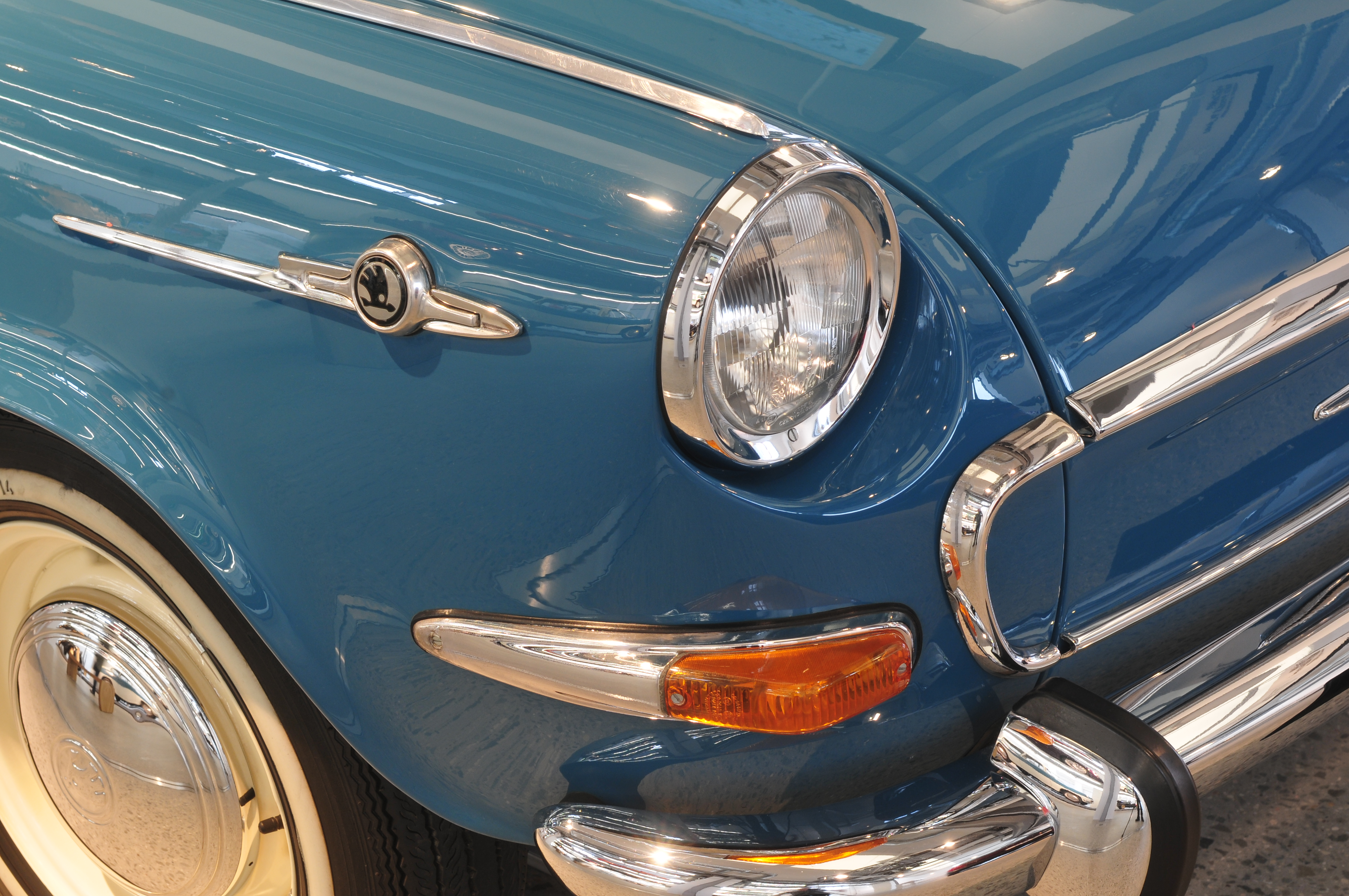
Горловина бензобаку на крилі
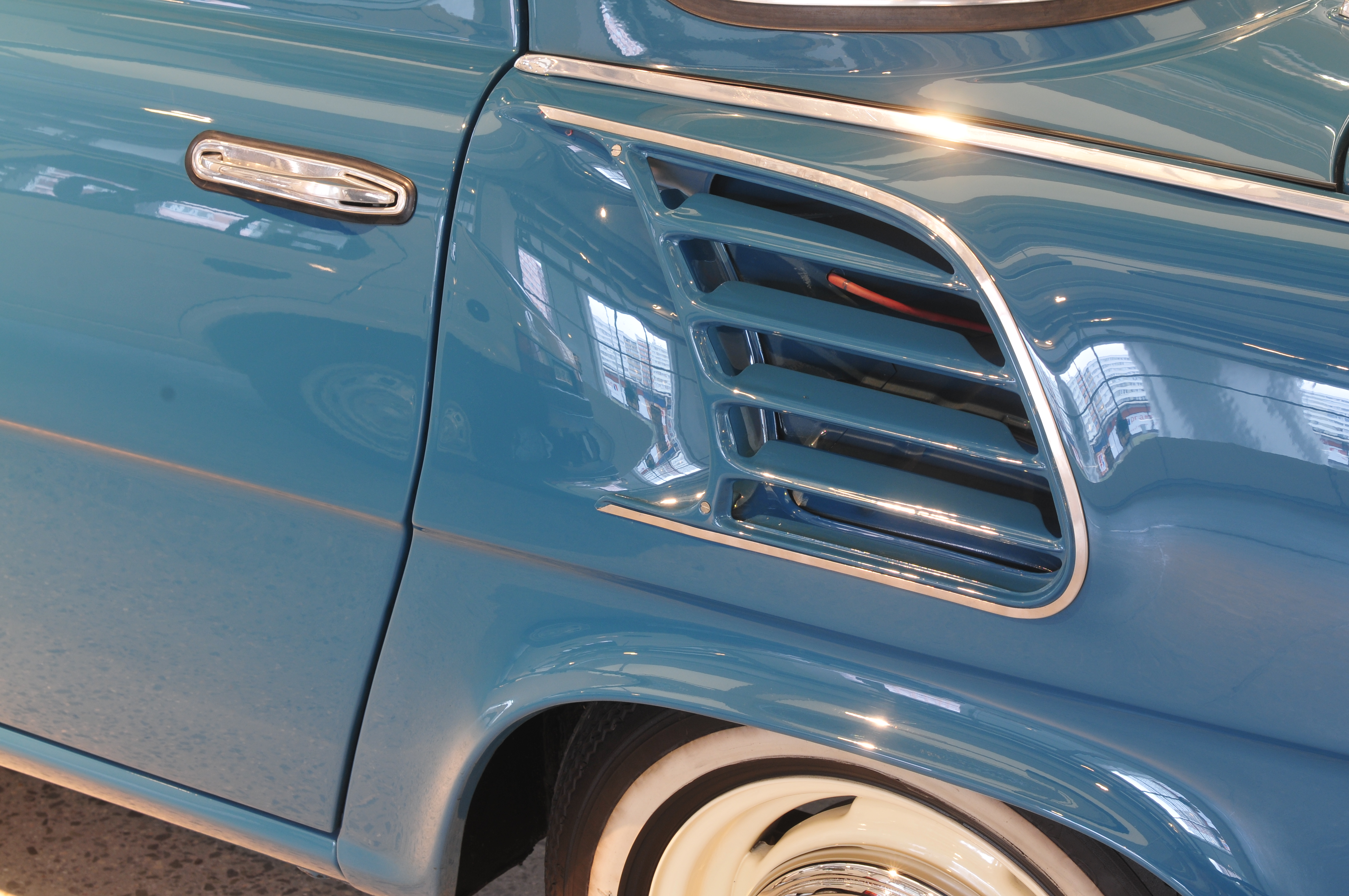
«Зябра» ранніх моделей
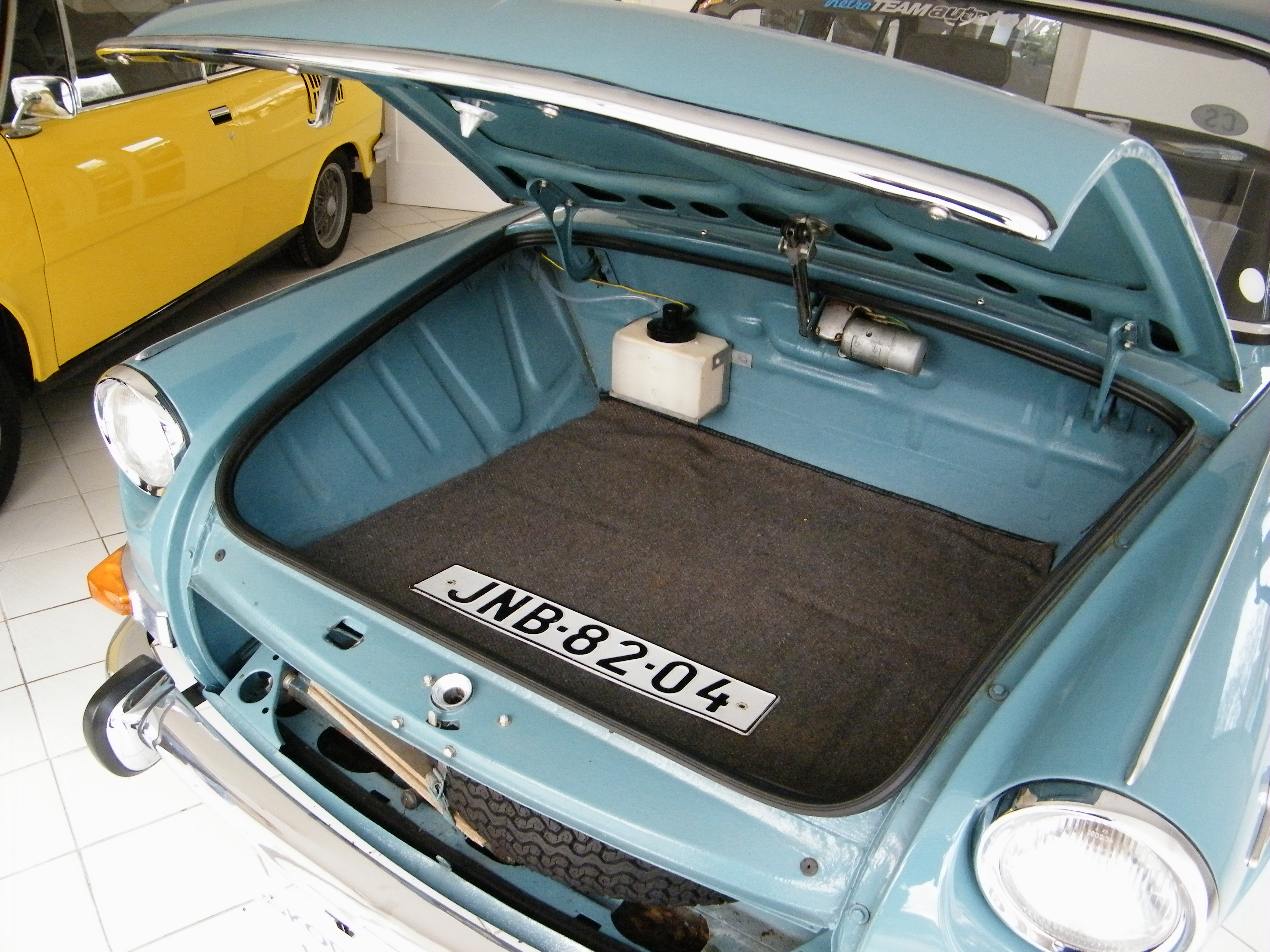
Багажник (220 л) знаходився спереду
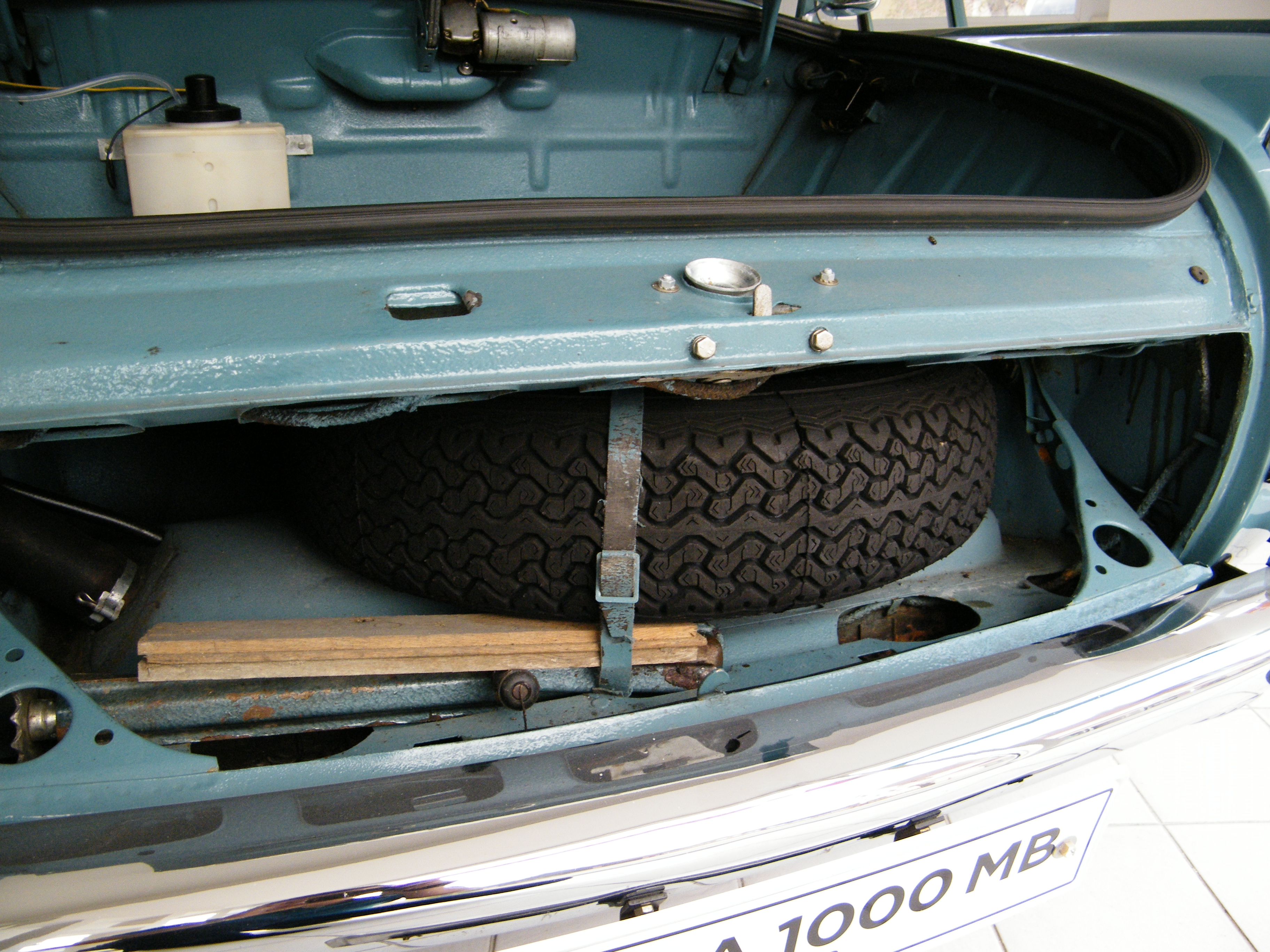
Запасне колесо у окремому відділені

Спочатку планувалось виготовляти 100—150 тис. авт./рік, однак виробництво не перевищило 95 688 авт./р (1967 р.).
Вперше у Європі блок циліндрів двигуна відливався під тиском з алюмінієвого сплаву. Цей метод, розроблений чеським інженером Йозефом Полаком (Josef Polák) ще у 1922 р., давав змогу суттєво економити час. Крім цього наявність ливарного виробництва дало змогу виготовляти ще 58 деталей, включаючи картер й кришку коробки передач. Однак головка блоку циліндрів двигуна виконувалась з чавуну (через проблеми з ущільненням головки та блоку; перші автомобілі, зокрема, страждали від перегріву й проблем з прокладкою головки, через що у комплекті йшла додаткова каністра з охолодною рідиною).
Двигун (робочим об'ємом 988 см³, потужністю 40,5 к. с.) розташовувався під кутом 30° з метою економії місця. Радіатор знаходився у мотовідсіку — не дуже вдале розташуваня, що не покращувало терпературний режим двигуна (подекуди зустрічались перегріви) й утруднювало опалення салону (опалювач знаходився за спинкою заднього сидіння). Тож на наступних моделях «Шкоди» радіатор перейшов вперед, у багажник.
Колінчастий вал двигуна мав три корінні шийки діаметром 55 мм й чотири шатунні діаметром 45 (неповноопорний).
Поршневий палець — плаваючого типу, діаметром 18 мм. Поршні мали 3 компресійні (верхнє хромоване) і одне маслознімне кільця.
Розподільний вал, що розміщувався у блоці циліндрів мав привід від колінчастого вала через дворядний роликовий ланцюг.
Вага двигуна — 85 кг.
Škoda 1000 MB мала незалежну підвіску усіх коліс. Передню — пружинну, на подвійних поперечних важелях, з телескопічними амортизаторами та стабілізатором поперечної стійкості. Задню — хитні півосі з поздовжніми важелями та пружинами (амортизатори аналогічні передній). Задні колеса встановлювались з розвалом 1-2 мм. Типорозмір безкамерних шин: 6,00 — 14.
Гальмівні механізми усіх коліс були барабанні. Діаметр гальмівних барабанів — 230 мм, ширина гальмівних накладок — 40 мм (площа поверхні 770 см²).
В процесі виробництва автомобілі зазнавали незначних зовнішніх змін. У 1965 р. овальне оздоблення передньої частини поступилось трапецієподібному. У 1966 р. змінились повітрозабірники на задніх крилах. У 1967 р. на передній частині з'явилась стрічка.
З 1965 р. Škoda 1000 MB експортувалася до Великої Британії, де через помірну ціну, прогресивну конструкцію й багату комплектацію завоювала популярність.
Коштувала вона £579 — менше ніж британські "однокласники" Ford Cortina 1200 (£592) та Hillman Minx Deluxe (£636).

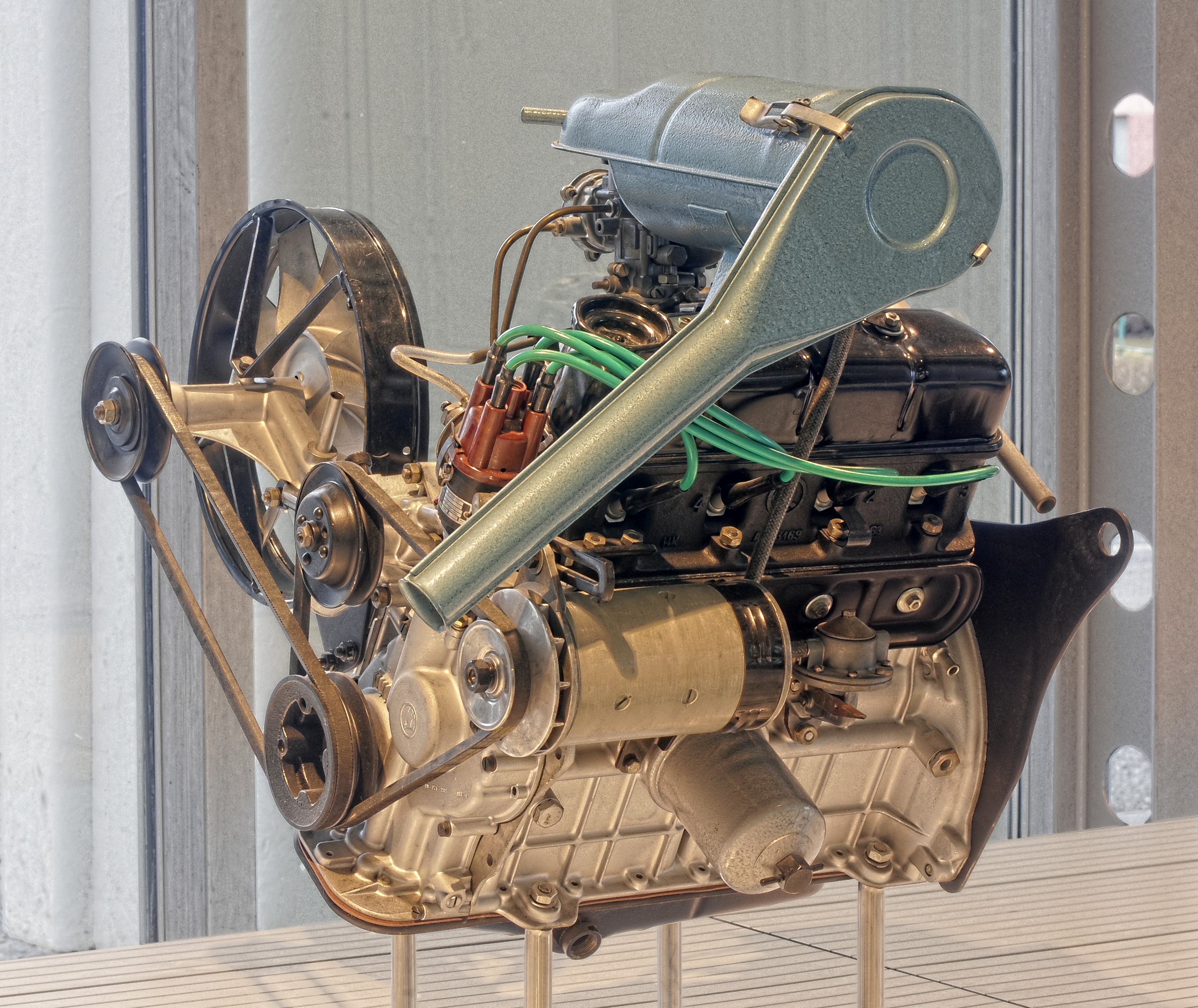
Рядний 4-циліндровий двигун
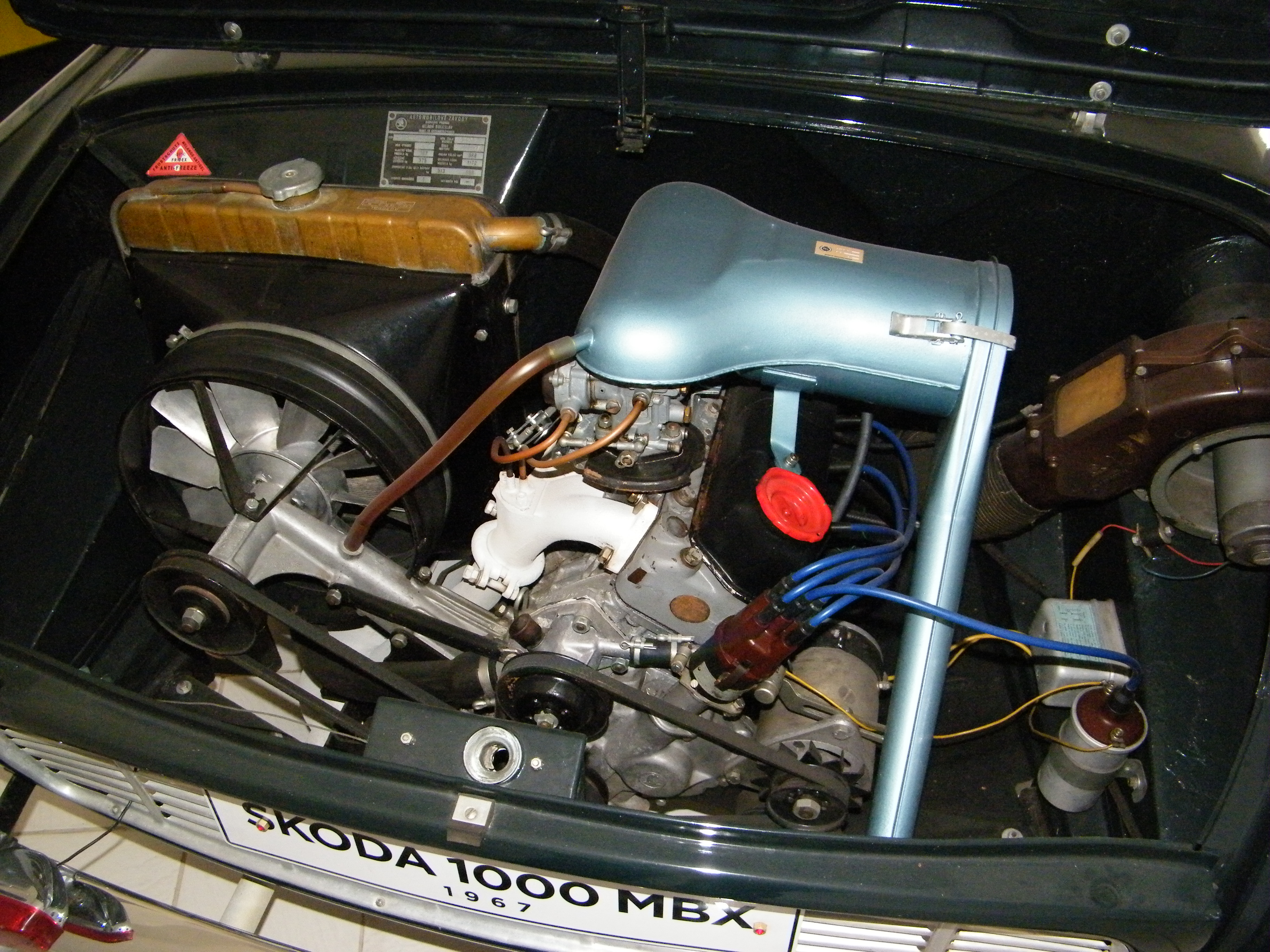
Розташування компонентів двигуна
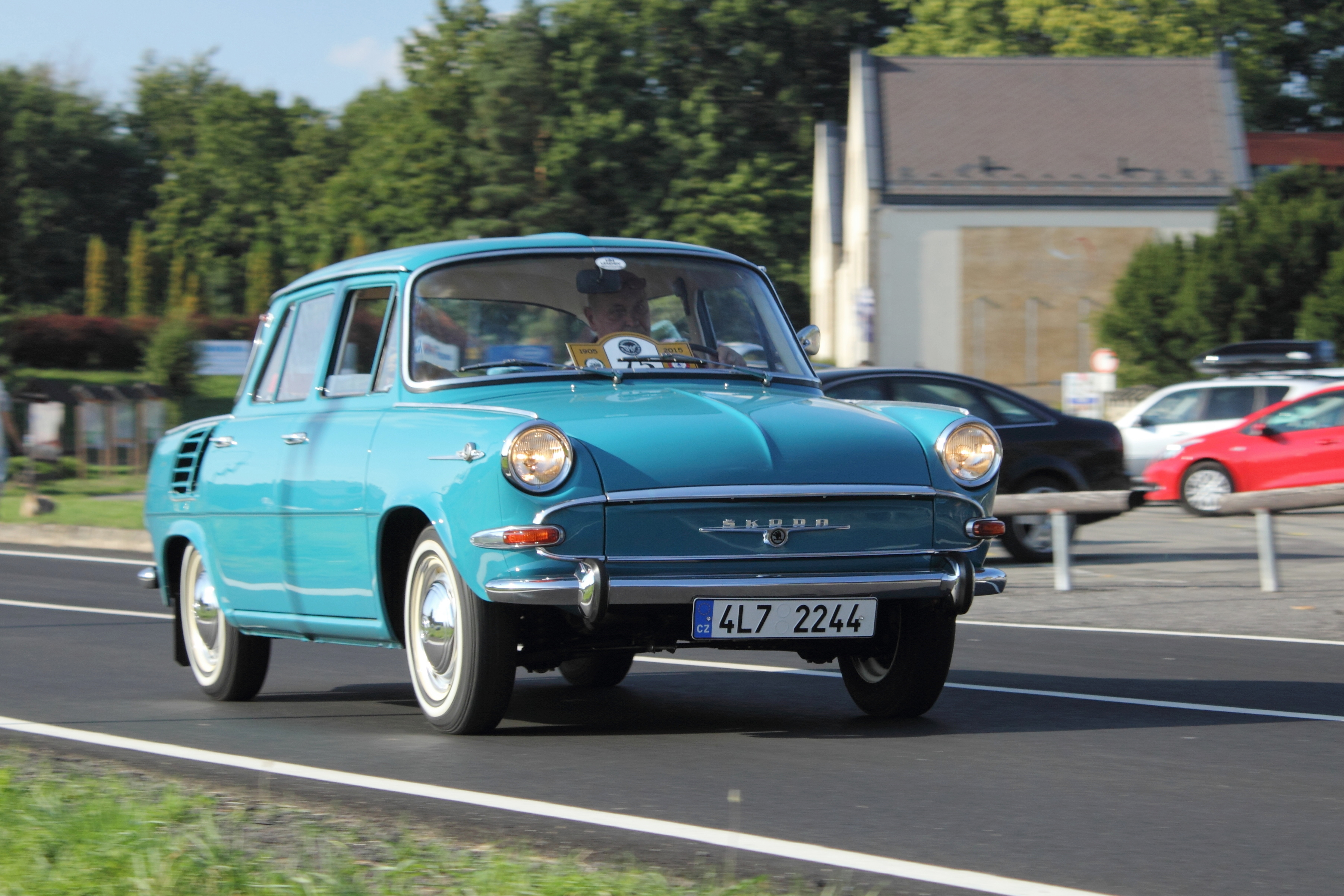
Škoda 1000 MB 1964 р. (овальне оздоблення передньої частини)
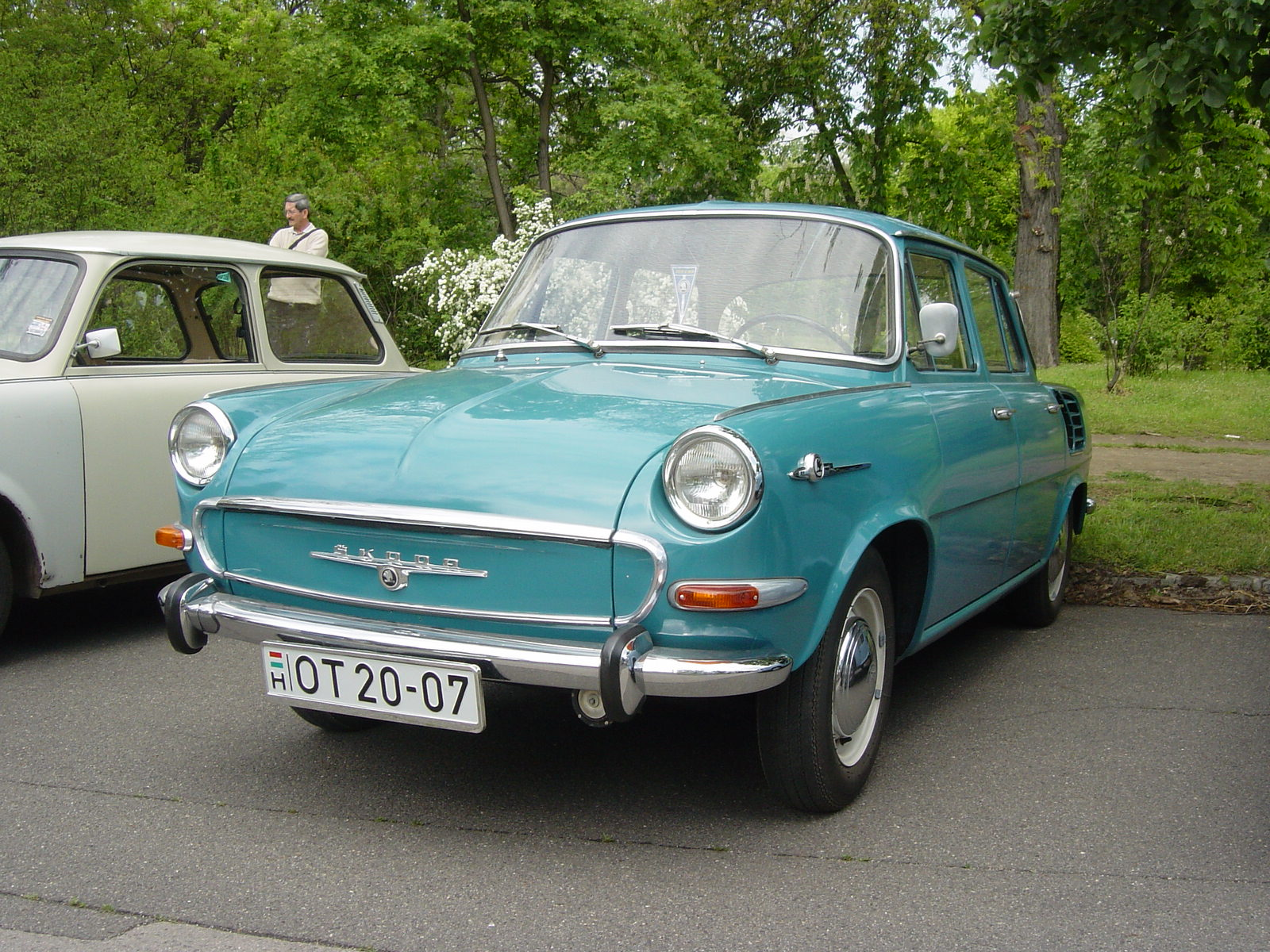
Škoda 1000 MB 1965 р. (трапецієподібне оздоблення «передка»)
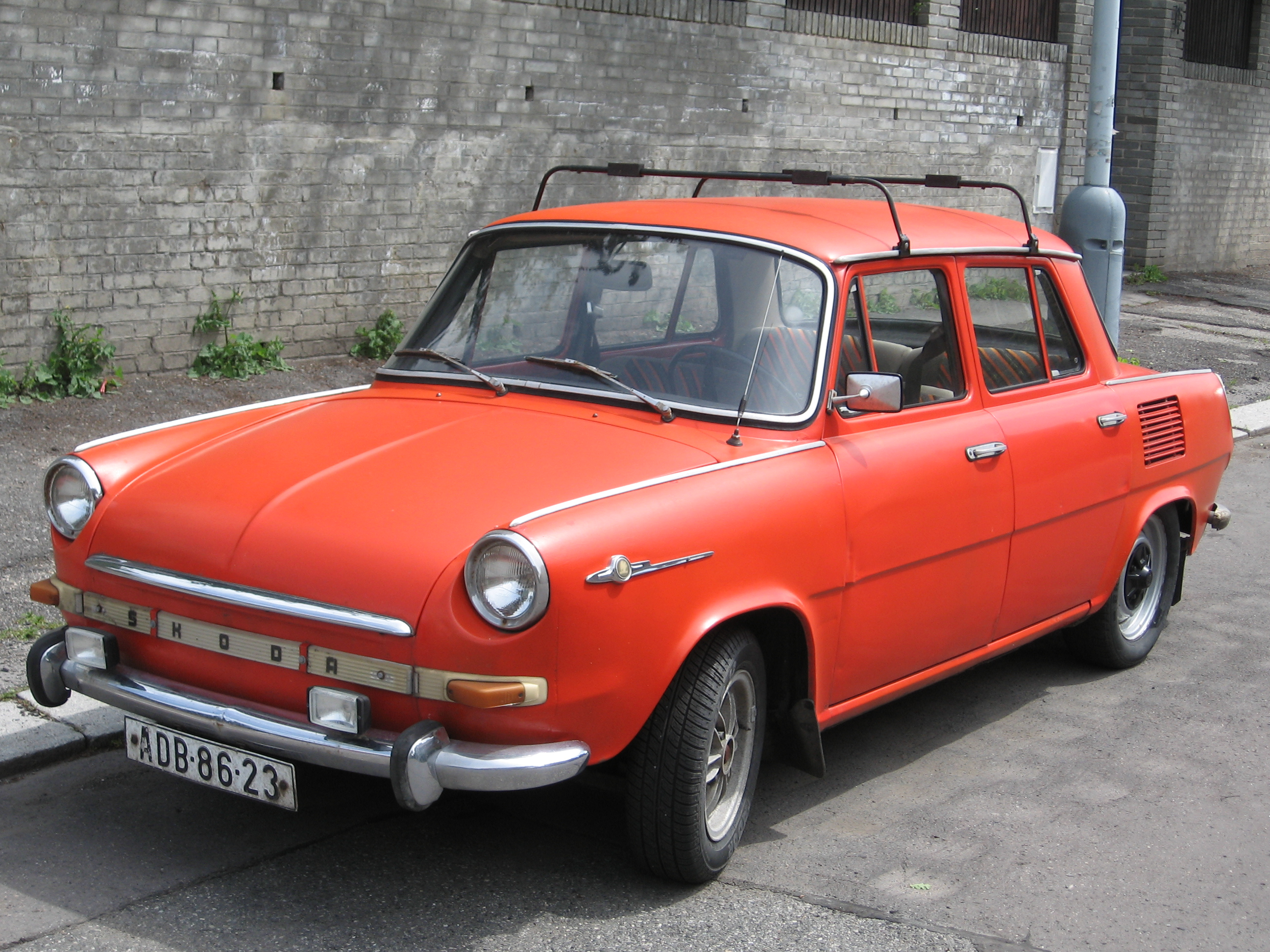
Škoda 1000 MB 1969 р.
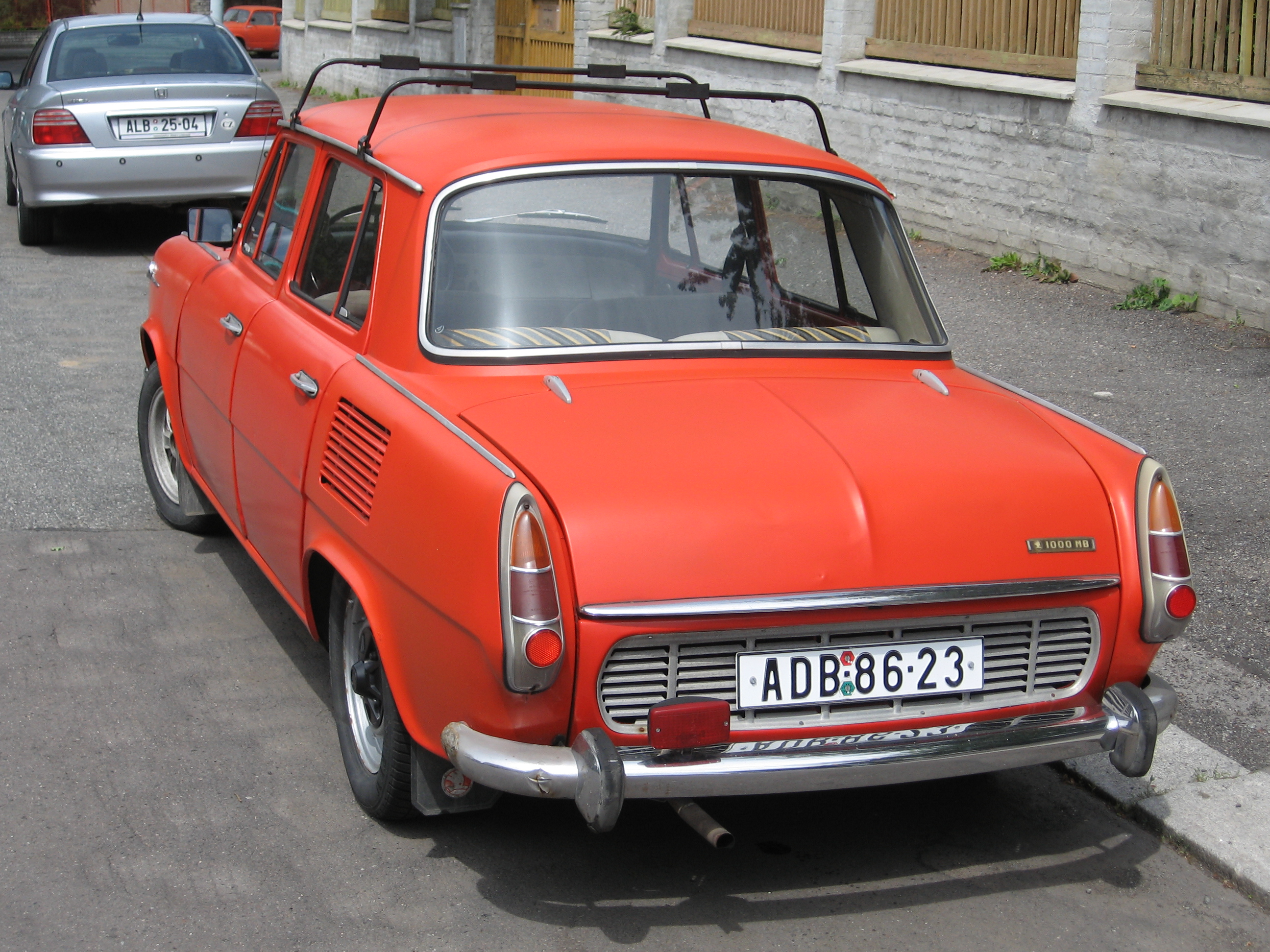
Škoda 1000 MB 1969 р. (відсутнє панорамне скло)

З 1 квітня 1966 р. виготовлялась Škoda 1000 MB De Luxe — той самий седан тільки з потужнішим 48 к. с. 988 см³ двигуном й покращеним оздобленням.
3 квітня 1966 р. почалось виробництво оновленого 1000 МВ (тип 721), 1000 MGB de Luxe (тип 710) та 2-дверного купе 1000 MBX De Luxe (тип 990Т). Останній був представлений у березні 1966 р. на Женевському автосалоні.
З 1967 р. стали виготовлятись Škoda 1100 MB та 1100 MBX De Luxe (з 1,1 л двигунами).
| Параметр                              | 1000 MB                 | 1000 MBX                | 1000 MBG Deluxe         | 1100 MBL                | 1000 MB/MBL             | 1100 MBX                |
| ------------------------------------- | ----------------------- | ----------------------- | ----------------------- | ----------------------- | ----------------------- | ----------------------- |
| Заводське позначення (Тип)            | 990                     | 990T                    | 710                     | 715                     | 721                     | 723                     |
| Тип кузова                            | 4-дверний седан         | 2-дверне купе           | 4-дверний седан         | 4-дверний седан         | 4-дверний седан         | 2-дверне купе           |
| Роки виробництва                      | 1964–1966               | 1966–1968               | 1966–1968               | 1968–1969               | 1966–1969               | 1968–1969               |
| Всього виготовлено, екз.              | 79 700                  | 1 403                   | 3 287                   | 22 487                  | 269 600 + 65 502        | 1 114                   |
| Споряджена маса, кг                   | 755                     | 797                     | 820                     | 815                     | 770–795/787–810         | 787–810                 |
| Корисне навантаження, кг              | 350                     | 350                     | 375                     | 375                     | 375                     | 350                     |
| Робочий об'єм двигуна, см³            | 988                     | 988                     | 988                     | 1 107                   | 988                     | 1 107                   |
| Діаметр циліндра, мм / хід поршня, мм | 68/68                   | 68/68                   | 68/68                   | 72/68                   | 68/68                   | 72/68                   |
| Ступінь стиску                        | 8,3:1                   | 9,0:1                   | 9,0:1                   | 8,5:1                   | 8,3:1                   | 8,5:1                   |
| Максимальна потужність (SAE)          | 42 к. с. при 4650 хв-1  | 52 к. с. при 5200 хв-1  | 52 к. с. при 5200 хв-1  | 52 к. с. при 4800 хв-1  | 48 к. с. при 4750 хв-1  | 52 к. с. при 4800 хв-1  |
| Максимальний крутний момент (SAE)     | 7,0 кГс·м при 2800 хв-1 | 7,7 кГс·м при 3000 хв-1 | 7,7 кГс·м при 3000 хв-1 | 8,3 кГс·м при 3000 хв-1 | 7,5 кГс·м при 3000 хв-1 | 8,3 кГс·м при 3000 хв-1 |
| Витрата палива (DIN)                  | 7,0 л/100 км            | 8,0 л/100 км            | 8,0 л/100 км            | 7,9 л/100 км            | 7,6 л/100 км            | 7,9 л/100 км            |
| Максимальна швидкість                 | 120 км/год              | 130 км/год              | 130 км/год              | 127 км/год              | 125 км/год              | 127 км/год              |

Загалом було виготовлено 443 903 екземпляри Škoda 1000 МВ та 1100 МВ. Моделі MBX (купе) є рідкісними, їх було виготовлено всього 2517 при початковому плані до 70000 (кузов хардтопа надмірно полегшеного седана виявився недостатньо міцним на кручення, що призводило до перекосів й нещільного закривання дверей, протікання ущільнювачів вікон та дверей і т. д., через що інтерес до нього швидко зник).
У вересні 1969 р. усю серію «МВ» витіснило сімейство Škoda 100.

### Продаж у Чехословаччині

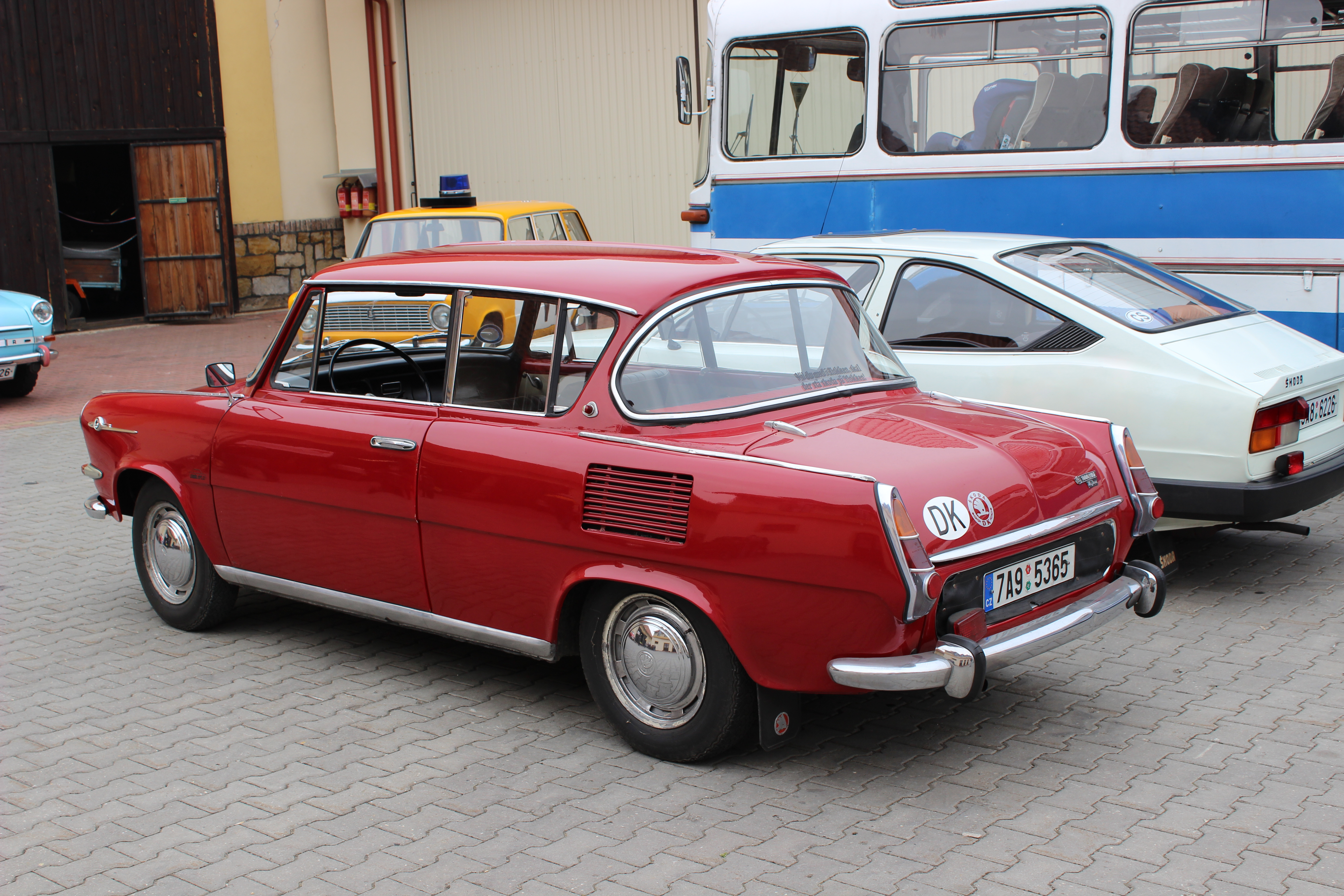
Škoda 1100 MBX

У 1964—1966 рр. модель 1000 МВ коштувала 44 000 Kčs (крон), після модернізації у 1966 р. — 45 000 Kčs, 1000 MB de Luxe — 48 900 Kčs, 1000 MBG de Luxe — 49 900 Kčs, 1000 MBX de Luxe — 52 200 Kčs. В 1968 р. ціна на модель 1100 MB de Luxe зросла до 51 700 Kčs, а на 1100 MBX de Luxe — до 52 900 Kčs (для довідки: середня заробітна плата в країні у 1965 р. становила 1 450 Kčs, у 1969 р. — 1 850 Kčs). Для порівняння роздрібна ціна моделі Škoda Octavia Combi у ті ж роки становила 43 000 Kčs, а Škoda 1202 STW — 44 000 Kčs (обидві з двигуном 1221 см³ потужністю 48 к. с.; з 1969 р. — 51 к. с.).
Попри об’єми виробництва, автомобілі "Шкода", як і раніше, з 1955 р. продавались населенню за попереднім записом й наявністю з моменту подачі заявки на покупку суми 30 000 Kčs, розміщеної на спеціальному цільовому депозиті у ощадній касі (при знятті грошей черга анульовувалась). Крім того, автомобіль до закінчення дворічного терміну з моменту купівлі можна було продати тільки офіційному продавцю — державній компанії Mototechna n. p. — за розрахунковою вартістю. Обидва положення діяли до 1972 р., коли попит на легкові автомобілі в цілому у ЧСР був задоволений — у першій з країн соціалістичного табору.

## Вебсайти
- Сайт присвячений Škoda 1000 MB (на чеській мові)